# جون مياكي
جون مياكي (باليابانية: 三宅純 ) (و. 1958  م) هو بواق، وملحن، ومنتج أسطوانات، وموزع موسيقي، ومؤلفو موسيقى تصويرية ياباني، ولد في كيوتو، يستخدم آلات بوق.

## التعليم
تعلم في كلية باركلي للموسيقى.

## وصلات خارجية
- جون مياكي على موقع IMDb (الإنجليزية)
- جون مياكي على موقع ميوزك برينز (الإنجليزية)
- جون مياكي على موقع ديسكوغز (الإنجليزية)
- جون مياكي على موقع قاعدة بيانات الفيلم (الإنجليزية)

- جون مياكي في قاعدة بيانات الأفلام على الإنترنت